# القهرة (الضالع)
القهرة هي إحدى قرى الجمهورية اليمنية. وهي تتبع جغرافيًا لمحافظة الضالع. وإداريًا لمديرية الشعيب. يبلغ تعداد سكانها 1446 نسمة حسب الإحصاء الذي جرى عام 2004.